# Розенталер Плац (станция метро)
«Розенталер Плац» (нем. Rosenthaler Platz) — станция Берлинского метрополитена. Расположена на линии U8 между станциями «Бернауэр Штрассе» (нем. Bernauer Straße) и «Вайнмайстерштрассе» (нем. Weinmeisterstraße). Станция находится в районе Берлина Митте на одноименной площади. Глубина заложения станции — 7 метров.

## История
Открыта 18 апреля 1930 года в составе участка «Хайнрих-Хайне-Штрассе» — «Гезундбруннен». С 13 августа 1961 года по 22 декабря 1989 года для входа и выхода пассажиров станция была закрыта. Вторая станция Берлинского метрополитена (после «Янновицбрюкке»), открытая после падения Берлинской стены.

## Архитектура и оформление

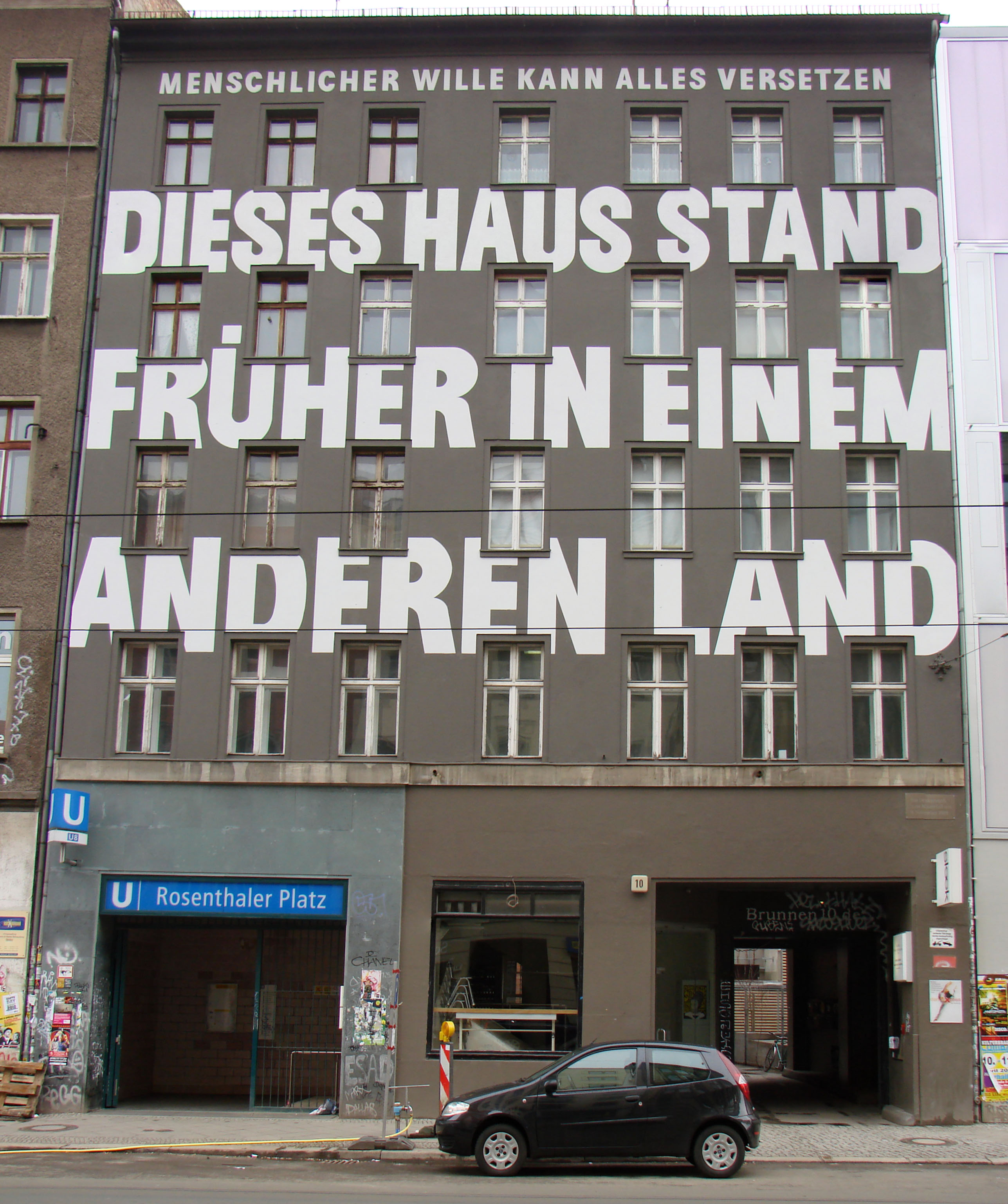
Жилое здание c встроенным северным входом на станцию.

Двухпролётная колонная станция мелкого заложения, архитектор — Альфред Гренандер. Сооружена по типовому проекту, аналогично станциям «Лайнештрассе», «Хайнрих-Хайне-Штрассе» и «Шёнлайнштрассе». Длина платформы — 130 метров, ширина — 8 метров. Путевые стены и колонны облицованы ярко-оранжевой кафельной плиткой. Выходы со станции расположены на первых этажах жилых домов. На станции установлен подъёмник для инвалидов.